# Golden Triangle
Golden Triangle és una concentració de població designada pel cens dels Estats Units a l'estat de Nova Jersey. Segons el cens del 2000 tenia 3.511 habitants.

## Demografia
Segons el cens del 2000, Golden Triangle tenia 3.511 habitants, 1.358 habitatges, i 862 famílies. La densitat de població era de 474 habitants/km².
Dels 1.358 habitatges en un 24% hi vivien nens de menys de 18 anys, en un 47,2% hi vivien parelles casades, en un 11,5% dones solteres, i en un 36,5% no eren unitats familiars. En el 30,8% dels habitatges hi vivien persones soles el 12,7% de les quals corresponia a persones de 65 anys o més que vivien soles. El nombre mitjà de persones vivint en cada habitatge era de 2,43 i el nombre mitjà de persones que vivien en cada família era de 3,09.
Per edats la població es repartia de la següent manera: un 19,3% tenia menys de 18 anys, un 6,4% entre 18 i 24, un 31,2% entre 25 i 44, un 22,4% de 45 a 60 i un 20,8% 65 anys o més.
L'edat mediana era de 41 anys. Per cada 100 dones de 18 o més anys hi havia 92,2 homes.
La renda mediana per habitatge era de 46.266 $ i la renda mediana per família de 57.583 $. Els homes tenien una renda mediana de 34.726 $ mentre que les dones 31.563 $. La renda per capita de la població era de 22.423 $. Aproximadament el 4,6% de les famílies i el 7,7% de la població estaven per davall del llindar de pobresa.

## Poblacions més properes
El següent diagrama mostra les poblacions més properes.